# Durchkontaktierung

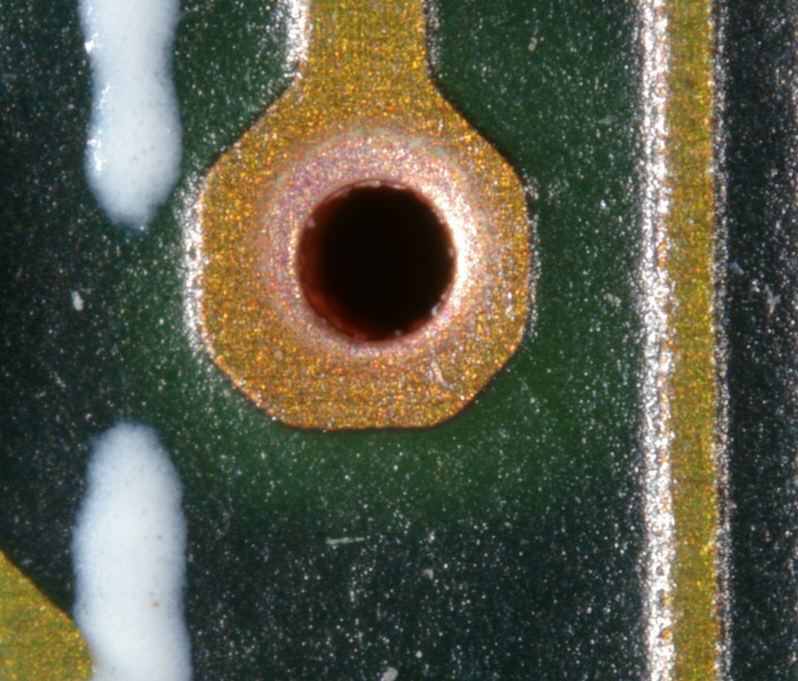
Nahaufnahme einer Durchkontaktierung

Eine Durchkontaktierung (kurz DuKo, ugs. Durchsteiger, englisch via) ist eine vertikale elektrische Verbindung zwischen den Leiterbahnebenen einer Leiterplatte. Die Verbindung wird meist durch eine innen metallisierte Bohrung im Trägermaterial der Leiterplatte realisiert. Selten werden auch Niete und Stifte verwendet.
Durchkontaktierungen finden sich auch in integrierten Schaltkreisen (ICs). Vertikale elektrische Verbindungen zwischen zwei Metallisierungsebenen werden hier als Vias bezeichnet, während man bei den Verbindungen der untersten (ersten) Metallisierungsebene mit dem darunter liegenden Silizium (Diffusionsschicht oder Polyebene) von Kontaktlöchern (Kontakten) spricht. Eine weitere Form von IC-Vias sind Silizium-Durchkontaktierungen, die vertikale elektrische Verbindungen zwischen gestapelten Mikrochips bei 3D-integrierten ICs ermöglichen.

## Herstellung

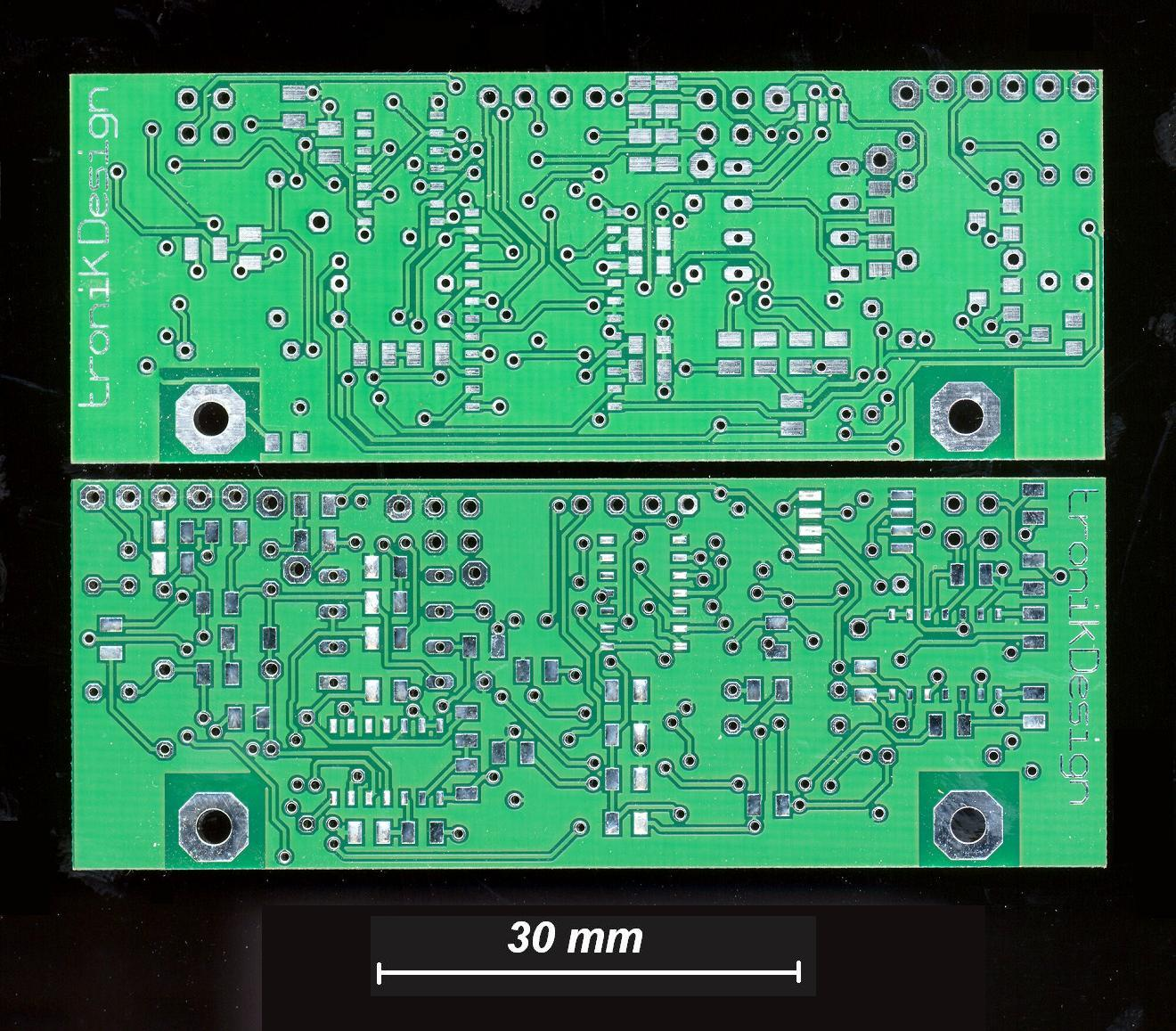
Platine von Bild oben mit Durchkontaktierungen;
oben: Oberseite (top layer);
unten: Unterseite (bottom layer)

Durchkontaktierungen werden hergestellt, indem das Loch im Trägermaterial bekeimt (mit einem Katalysator belegt), anschließend katalytisch metallisiert und danach ggf. elektrolytisch verstärkt (Aufbau einer dickeren Metallschicht) wird. Diese Technologie unterscheidet sich von der Fertigung der Leiterbahnen (diese können mit einem Maskenätzverfahren hergestellt werden), entsprechende Leiterplatten werden als durchkontaktierte Leiterplatten (DKL) bezeichnet. Leiterplatten ohne Durchkontaktierungen werden dementsprechend als NDKL bezeichnet.
Nachträglich lassen sich einzelne Lötaugen auch mittels Durchkontaktiernieten rein mechanisch bestücken.
Die Herstellung von IC-Vias erfolgt schrittweise durch Ätzung von Metallschichten oder Abscheidung von Metall in strukturierten Nichtleiterschichten, vgl. u. a. Damascene- und Dual-Damascene-Prozess.

## Einsatz
Die Durchkontaktierungs-Bohrung kann gleichzeitig als Lötauge für bedrahtete Bauelemente dienen (through hole) oder nur zum Zweck der elektrischen Kontaktierung angebracht sein.
Durchkontaktierungen können auch oder ausschließlich zur Verbesserung der vertikalen Wärmeleitung dienen (thermal vias).
Zur Verringerung der Leitungsinduktivität oder zur Erhöhung der Stromtragfähigkeit werden für eine Verbindung oft mehrere Durchkontaktierungen parallel eingebracht.

## Ausführungen

Verschiedene Typen von Durchkontaktierungen
(1 through hole,
2 blind via,
3 buried via)

Je nach Verwendungszweck ist der Durchmesser und gegebenenfalls die Form unterschiedlich. Kleinere Durchkontaktierungen werden bei der Leiterplattenherstellung gebohrt. Darüber hinaus besteht die Möglichkeit, größere Durchkontaktierungen zu fräsen und somit andere Geometrien herzustellen, z. B. Langlöcher.
Mit Hilfe von Durchkontaktierungen ist es möglich, die Leiterebenen in zwei- oder mehrlagigen Leiterplatten zu wechseln. Das ist die Voraussetzung für das Entflechten komplexer Schaltungen.
Wenn das Loch der Durchkontaktierung einen sehr kleinen Durchmesser hat, nennt man diese auch Micro-Via. Micro-Vias werden häufig mit einem Laser gebohrt.
Reicht die Durchkontaktierung nicht durch die ganze Platine, sondern nur bis zu einer der Mittellagen, so nennt man sie blind via. Befinden sich Durchkontaktierungen „vergraben“ nur zwischen Mittellagen, so heißen sie buried via.

## Bestückung

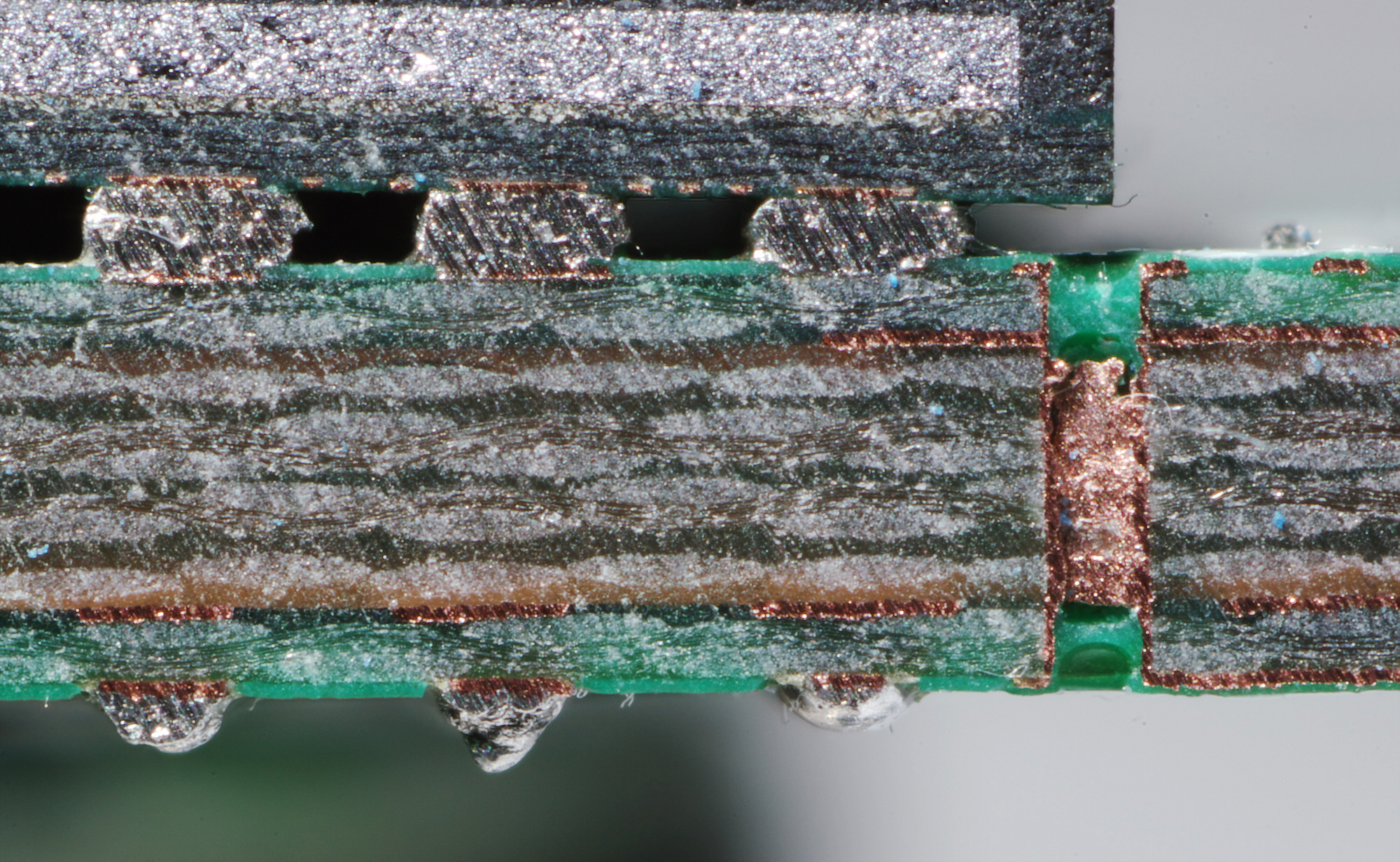
Schnitt durch ein Multilayer mit Via

### SMD-Bauelemente
Bedrahtete Bauteile werden zunehmend durch unbedrahtete Surface Mounted Devices ersetzt, daher besitzen heutige Leiterplatten eine größere Zahl an Durchkontaktierungen, die kein Bauteil aufnehmen. Im Bereich von SMD-Lötstellen sollen keine Durchkontaktierungen liegen, da beim Löten flüssiges Lot in die Durchkontaktierung hineinfließen kann und somit zu einer mageren Lötstelle führen kann. Lassen sich im Pad-Bereich von SMD-Bauteilen aber Durchkontaktierungen nicht vermeiden, so muss durch dickeren Lötpastenauftrag ein ausreichender Lotvorrat vorgesehen werden. Es besteht auch die Möglichkeit, die Durchkontaktierungen mit adäquaten Verfahren abzudecken oder zu verschließen.

### THT-Bauelemente
Wenn Bauteile in Durchkontaktierungen gelötet worden sind (Durchsteckmontage), befindet sich darin der Drahtanschluss des Bauelementes und Lot. Das verbessert die Verbindung des Bauteils zur Leiterplatte und die Haltbarkeit der Durchkontaktierung.

## Robustheit der Leiterplatte
Durchkontaktierte Leiterplatten liefern einen besseren Halt und eine zuverlässigere Verbindung bedrahteter Bauteile. Sie sind daher auch bei einfachen Baugruppen hoher Qualität üblich. Neben der Klebeverbindung der einzelnen Leiterplatten-Schichten sorgen die metallisierten Durchkontaktierungen für einen besseren Zusammenhalt der Leiterplatte.